# Plumerieae
Le Plumeriee (Plumerieae E.Mey., 1838) sono una tribù di piante della famiglia Apocynaceae, sottofamiglia Rauvolfioideae.

## Tassonomia
La tribù comprende 10 generi suddivisi in 3 sottotribù:
- Sottotribù Allamandinae A.DC., 1844
  - Allamanda L., 1771

- Sottotribù Plumeriinae Pichon ex Leeuwenb., 1994
  - Himatanthus Willd. ex. Schult., 1819
  - Mortoniella Woodson, 1939
  - Plumeria L., 1753

- Sottotribù Thevetiinae A.DC., 1844
  - Anechites Griseb., 1861
  - Cameraria L., 1753
  - Cerbera L., 1753
  - Cerberiopsis Viell. ex Pancher & Sébert, 1874
  - Skytanthus Meyen, 1834
  - Thevetia L., 1758